# Lavater (Familie)
Lavater ist der Familienname des weit verzweigten Zürcher Bürgergeschlechts Lavater.

## Namensträger
- Hans Rudolf Lavater (um 1496/97–1557), Schweizer Ratsherr und Bürgermeister von Zürich (1544–57)[1]
- Conrad Lavater (1628–1691), Schweizer Apotheker[2]
- Johann Heinrich Lavater (1611–1691), Schweizer Arzt und Professor für Naturgeschichte
- Diethelm Lavater (1743–1826), Schweizer Mediziner und Ratsherr
- Johann Caspar Lavater (1741–1801), Schweizer reformierter Pfarrer, Philosoph und Schriftsteller